# 세인트로렌스 이로쿼이

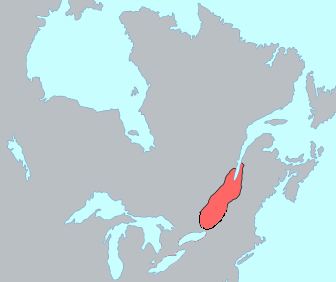
자크 카르티에가 방문한 1535년경 세인트로렌스 이로쿼이의 분포.

세인트로렌스 이로쿼이(St. Lawrence Iroquoians)는 이로쿼이 제족에 속하는 한 민족으로 16세기 말엽 소멸하였다. 오늘날의 캐나다-미국 국경인 세인트로렌스강 양안에 살았다. 이로쿼이어족에 속하는 로렌스어를 구사했다.
포앵트아칼리에르 박물관에서는 세인트로렌스 이로쿼이가 25개 부족에 인구 12만 명으로 거주면적은 23만 평방킬로미터였다고 추산하였다. 하지만 많은 학자들은 이것은 너무 크게 잡은 것이라고 보고 있다. 고고학적 증거에 따르면 세인트로렌스 이로쿼이의 마을 가운데 가장 큰 것은 인구가 1천 명 정도였고, 전체 인구는 8천에서 1만 명 정도였던 것으로 보인다. 세인트로렌스 이로쿼이는 세인트로렌스강을 통한 백인들과의 교역로를 확보하고자 북상해온 이로쿼이 연맹의 모호크족에게 침략당해 멸망하였다.
1535년 프랑스인 탐험가 자크 카르티에가 이들의 부락을 방문하고 나서 70여년 뒤인 1608년 사뮈엘 드 샹플랭이 재방문해 보니 세인트로렌스 이로쿼이의 마을은 남김없이 사라졌고 그 땅은 모호크족의 사냥터가 되어 있었다.:7 그래서 세인트로렌스 이로쿼이는 백인들이 북미대륙에 제대로 정착하기도 전에 다른 원주민에게 멸망했기 때문에 그들에 관하여 사료가 제대로 남은 것이 없다. 세인트로렌스 이로쿼이에 관한 연구는 현존하는 원주민들의 구전 전통과 카르티에의 저술, 고고학 발굴 등을 토대로 하여 1950년대 이후에야 구성된 것이다.
세인트로렌스 이로쿼이는 다른 이로쿼이 제족, 특히 이로쿼이 연맹 및 그들의 경쟁자였던 웬다트 연맹과는 구분되는 민족이었다. 최근 고고학 연구에서는 세인트로렌스 이로쿼이 자체도 단일한 민족이 아니라 여러 민족들로 이루어져 있었던 것으로 보고 있다. 그렇다면 세인트로렌스 이로쿼이란 세인트로렌스강 유역에 살면서 같은 언어를 공유했으나 정치적으로 통합되어 있지는 않은 채로 있다가 모호크족의 북상에 의해 멸망, 흡수당한 이로쿼이 제족들을 통칭하는 것이다.
17세기에 이로쿼이 연맹 부족민들 가운데 천주교로 개종하고 연맹에서 이탈하여 프랑스인 선교사들을 따라 세인트로렌스강 이북에 정착한 사람들을 캐나다 이로쿼이(Canadian Iroquois)라고도 하는데,:xi 이 때는 세인트로렌스 이로쿼이가 없어지고 70여년 뒤의 시점이다. 오늘날까지 유지되고 있는 캐나다 이로쿼이 원주민 보호구역은 세인트로렌스 이로쿼이와 무관하다.
캐나다의 국호는 이로쿼이 말로 “마을”을 뜻하는 kanata 에서 유래한 것으로 생각된다.